# Edpercivalia morrisi
Edpercivalia morrisi är en nattsländeart som beskrevs av Ward 1998. Edpercivalia morrisi ingår i släktet Edpercivalia och familjen Hydrobiosidae. Inga underarter finns listade i Catalogue of Life.